# Sanborn (Minnesota)
Sanborn es una ciudad ubicada en el condado de Redwood en el estado estadounidense de Minnesota. En el Censo de 2010 tenía una población de 339 habitantes y una densidad poblacional de 61,31 personas por km².

## Geografía
Sanborn se encuentra ubicada en las coordenadas 44°12′33″N 95°7′47″O / 44.20917, -95.12972. Según la Oficina del Censo de los Estados Unidos, Sanborn tiene una superficie total de 5.53 km², de la cual 5.39 km² corresponden a tierra firme y (2.48%) 0.14 km² es agua.

## Demografía
Según el censo de 2010, había 339 personas residiendo en Sanborn. La densidad de población era de 61,31 hab./km². De los 339 habitantes, Sanborn estaba compuesto por el 99.41% blancos, el 0% eran afroamericanos, el 0% eran amerindios, el 0% eran asiáticos, el 0% eran isleños del Pacífico, el 0.59% eran de otras razas y el 0% pertenecían a dos o más razas. Del total de la población el 3.24% eran hispanos o latinos de cualquier raza.